# Ceracinos
Ceracinos (Ceracini) é uma tribo de mariposas pertencente a família Tortricidae.

## Gêneros
- Bathypluta - Cerace - Eurydoxa - Pentacitrotus